# Richard John Neuhaus
Richard John Neuhaus (ur. 14 maja 1936 w Pembroke, zm. 8 stycznia 2009 w Nowym Jorku) – amerykański kapłan (początkowo pastor luterański, a po konwersji ksiądz katolicki), pisarz, intelektualista, publicysta, działacz społeczny, ekumenista i filozof polityki. Założyciel i redaktor miesięcznika First Things.

## Życiorys
Urodził się w Pembroke w prowincji Ontario w Kanadzie, jako jeden z ośmiorga dzieci luterańskiego pastora. Poszedł w ślady ojca i w 1960 roku został ordynowany na pastora. Od tego czasu do 1977 roku pracował w luterańskiej parafii św. Jana Ewangelisty w Williamsburgu na Brooklynie, gdzie działał na rzecz ludności czarnej i latynosów. Przyjaźnił się z Martinem Lutherem Kingiem, z którym współtworzył ruch praw obywatelskich. W latach 70., kiedy zalegalizowano aborcję w Stanach Zjednoczonych, jego wcześniejsze poglądy ewoluowały w kierunku neokonserwatyzmu. Otwarcie krytykował eliminację religii i moralności z przestrzeni publicznej. 8 września 1990 roku zmienił wyznanie na katolickie, a rok później został wyświęcony na księdza przez kardynała Johna Josepha O’Connora. W 1990 roku założył i przez lata redagował pismo First Things, poświęcone religii, sprawom społecznym i ekumenizmowi. Z jego zdaniem niezwykle liczył się George W. Bush – Neuhaus pełnił rolę nieformalnego doradcy duchowego prezydenta.
W grudniu 2008 roku trafił do szpitala z powodu osłabienia spowodowanego zaawansowaną chorobą nowotworową; 7 stycznia 2009 roku stracił przytomność, a dzień później zmarł.

## Publikacje
- 2006: Catholic Matters: Confusion, Controversy, and the Splendor of Truth
- 2002: Your Word Is Truth: A Project of Evangelicals and Catholics Together
- 2002: As I Lay Dying: Meditations Upon Returning
- 2001: Death on a Friday Afternoon: Meditations on the Last Words of Jesus from the Cross
- 2000: The Eternal Pity: Reflections on Dying
- 1992: Doing welland doing good. The challenge to the Christian Capitalist
- 1992: America Against Itself: Moral Vision and the Public Order
- 1987: The Catholic Moment: The Paradox of the Church in the Postmodern World
- 1984: Freedom for Ministry: A Critical Affirmation of the Church and Its Mission
- 1984: The Naked Public Square: Religion and Democracy in America